# Francis Gaffney
Francis Andrew Gaffney (* 6. červen 1946 Carlsbad, New Mexico, Spojené státy americké), lékař, americký astronaut, který absolvoval jeden devítidenní let raketoplánem v roce 1991. Je registrován jako 253. kosmonaut Země

## Životopis
Vysokoškolské vzdělání získal na univerzitách ve Španělsku (Universidad de Madrid), v USA pak University of California a University of New Mexico. Další vzdělání si doplnil na School of Aerospace Medicine, Brooks AFB a Vanderbilt University Owen Graduate School of Management, Nashville. Studoval v období let 1966-1998. Pracoval jako lékař, vědec, učil na mnoha univerzitách a to před i po svém letu do vesmíru.
Je ženatý, jeho ženou se stala Sheila rozená Baebelová.

## Let do vesmíru
Letěl na palubě raketoplánu Columbia. Posádka byla sedmičlenná, spolu s doktorem Gaffneym letěli astronauti O'Connor, Gutierrez, Bagian, Jerniganová, Seddonová a Hughes-Fulfordová. Let byl zaměřen na lékařsko-biologické výzkumy, jednak zkoumali sami sebe a navzájem, v laboratoři Spacelab sebou vezli i množství krys a medúz. Start byl jako obvykle na kosmodromu Mysu Canaveral (USA, stát Florida). Přistáli po devíti dnech letu po orbitální dráze kolem Země na základně a kosmodromu Edwards v (Kalifornii - Mohavská poušť). Mise s označením STS-40 byla v evidenci COSPAR katalogizována pod označením 1991-040A).
- STS-40 Columbia start 5. červen 1991, přistání 14. červen 1991